# 九坝镇
九坝镇，是中华人民共和国贵州省遵义市桐梓县下辖的一个乡镇级行政单位。

## 行政区划
九坝镇下辖以下地区：
联合村、水河村、白盐井村、高岗村、山堡村、槐子村和天池村。